# Ewald Aul
Ewald Aul (* 9. April 1926 in Osnabrück; † 10. April 2013 ebenda) war ein deutscher Holocaust-Überlebender, Speditionskaufmann und Vorsteher der Jüdischen Gemeinde Osnabrück.

## Leben
Nach dem Tod der Großeltern im Jahr 1940 kümmerte sich seine Tante Frieda Lieblich (1886–1942) um Ewald Aul. 

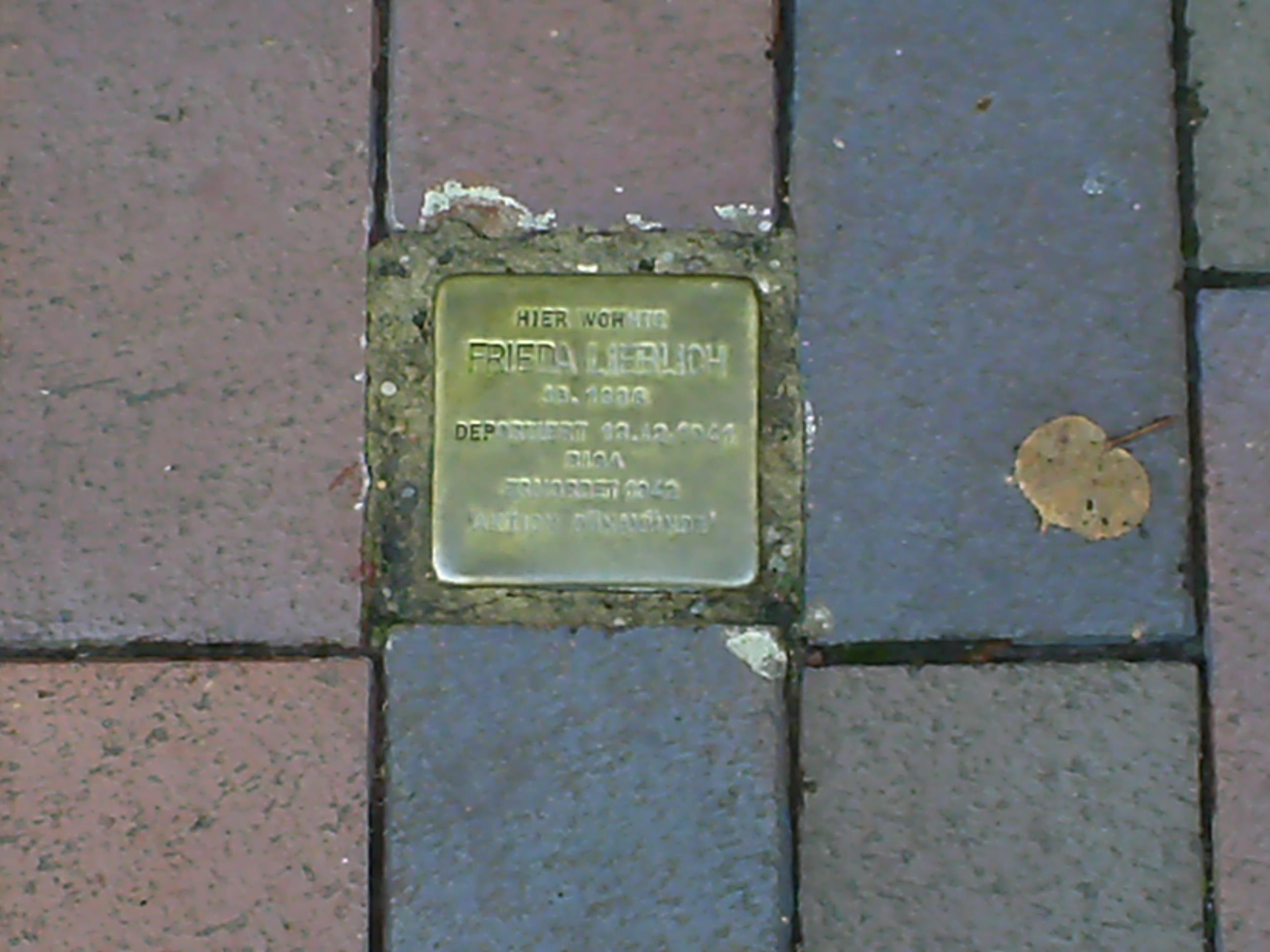
Stolperstein für Frieda Lieblich

Gemeinsam mit seiner Tante wurde Aul im Dezember 1941 nach Riga deportiert und von dort weiter ins KZ Stutthof. Frieda Lieblich wurde bei der sogenannten Aktion Dünamünde im Februar/März 1942 ermordet. Aul war einer der fünf jüdischen Holocaust-Überlebenden aus Osnabrück. Er kehrte nach Osnabrück zurück, gründete dort mit den vier weiteren Überlebenden die Synagogengemeinde und war über 25 Jahre deren Vorsteher. 1980 war er Mitbegründer der Gesellschaft für Christlich-Jüdische Zusammenarbeit e. V. Osnabrück. Ewald Aul fand auf dem Jüdischen Friedhof an der Magdalenenstraße in Osnabrück seine letzte Ruhestätte.
- 2006: Bürgermedaille der Stadt Osnabrück[5]
- 1995: Niedersächsischer Verdienstorden am Bande[6]
- Ehrenvorstandsmitglied des Landesverbandes der jüdischen Gemeinden von Niedersachsen[6]